# Шаббір Алі
Шаббір Алі (англ. Shabbir Ali; нар. 26 січня 1956, Гайдарабад, штат Гайдарабад, Індія) — індійський футболіст та тренер, виступав на позиції нападника. Нагороджений премією Даян Чанд, найвищою нагородою в індійському спорті за пожиттєві досягнення, яку вручив уряд Індії в 2011 році. Перший футболіст, який отримав нагороду Даян Чанд.

## Клубна кар'єра
Як футболіст, Шаббір Алі визнавався найкращим гравцем Індії протягом 1970-х і 1980-х років. Можливо, найкращий нападник свого часу, Шаббір проявляв бомбардирський хист як на національному, так і на міжнародному рівнях. Прославився в дуже юному віці, коли був капітаном Індії, якій допоміг виграти молодіжний чемпіонат Азії в Бангкоку разом з Іраном у 1974 році, завдяки чому навіть отримав похвалу від тодішнього прем'єр-міністра країни, Індіри Ганді.
Після декількох років виступів у «Тата Спортс» (Гайдарабад), Шаббіра Алі переманив найкращий клуб Колкати кінця 70-х років, «Іст Бенгал». Згодом приєднався до «Мохаммедана» (Колката), допоміг команді стати однією з найсильніших у країні й у середині 1980-х років завершив футбольну кар'єру.
Під час його капітанства, у 1983–84 роках, клуб виграв 9 трофеїв, у тому числі перемога в Кубку Індійської федерації. Наприкінці кар'єри поїхав до Бангладеш, щоб грати за команду «Вікторія Спортінг» (Дака), де виступав протягом одного сезону.
Шаббір Алі відзначився 23-ма голами в міжнародних матчах і залишається одним із найкращих бомбардирів Індії за всю історію, випереджаючи, серед інших, Чуні Госвамі, П. К. Банерджі, Індера Сінгха та Бхачунга Бхутія. У 1976 році на міжнародному футбольному турнірі Мердека в Куала-Лумпурі Шаббір Алі за перші 35 хвилин відзначився хет-триком у воротах Індонезії. Лише п'ять футболістів з Індії відзначалися хет-триком на міжнародному рівні; але Шаббір Алі зробив це найшвидше.
У свій 65-й день народження Алі зазначив: «Ким би я не став сьогодні завдяки футболу. До завершення кар'єри я думав, що отримав від футболу все. Тепер я повинен щось повернути грі. Отже, тому я став тренером. До завершення кар'єри в 1987 році я був граючим тренером «Мохаммедана Спортінг». У 1988–89 роках я отримав диплом від НІС».

## Кар'єра в збірній
Протягом 13 років, у період між 1972 і 1984 роками, Алі постійно викликався до національної збірної Індії, будь то молодіжні азійські турніри, Азійські ігри, Передолімпійські турніри, Кубок Азії, Кубок Мердеки, Золотий кубок Неру, Кубок короля Таїланду або інші товариські турніри. Він також був капітаном Індії на молодіжних чемпіонатах Азії, Передолімпійських турнірах, Кубку Неру, Кубку Мердека та Кубку короля Таїланду. Він здобув популярність під час роботи на тренерському містку молодіжної збірної Індії Аруна Ґоша, під керівництвом якого разом зі збірною Ірану розділив титул переможця молодіжного чемпіонату Азії 1974 року (на турнір відзначився п’ятьма голами).
Один із його найкращих моментів стався на міжнародному футбольному турнірі Мердека 1976 року в Куала-Лумпурі, де протягом перших 35 хвилин відзначився хет-триком у матчі проти Індонезії. Серед індусів, які зробили хет-трик у футболці національної команди, найшвидшим був Шаббір Алі.
Також з індійською командою під керівництвом Джарнаїла Сінгха з'явився на Кубку Джессона 1976 року в Афганістані. З 1972 по 1984 рік зіграв 72 матчі та відзначився 23-ма голами за збірну Індію, став одним із найкращих бомбардирів за кількістю ударів за матч.

## Кар'єра тренера
Після завершення кар'єри гравця 1985 року розпочав тренерську діяльність. Отримав диплом першого класу від спортивного управління Індії. Успішно пройшов тренерську ліцензію B футбольної асоціації Німеччини, після чого їхній чотиритижневий тренерський курс, який еквівалентний ліцензії A.
Як тренер Алі за короткий проміжок часу досяг великого успіху. Призначений технічним директором збірної Індії, Шаббір Алі привів команду до золотої медалі на Південно-Азійських іграх у Ченнаї 1995 року. Це було важливе досягнення, враховуючи той факт, що Індія не змогла перемогти на трьох попередніх Південно-Азійських іграх у Коломбо, Ісламабаді та Даккі. Він залишався технічним директором до турніру напередодні чемпіонатом світу в Катарі наступного року.
У сезонах 1991/92 років привів «Вікторію Спортінг» до перемоги в клубному чемпіонаті Індії, окрім цього виграв чотири турніри та привів його до ще двох фіналів. У наступному сезоні прийняв запрошення тренувати скромніший клуб, «Пірлесс». Йому знадобився лише один сезон, щоб вивести клуб до Супердивізіону Колкати. У період між 1997 і 1999 роками Шаббір Алі керував найкращою командою Гоа «Салгаокар» і зарекомендував себе як найкращий тренер Індії. За винятком таких фахівців, як П. К. Банерджі та Сайєд Найемуддін, жоден інший тренер в Індії не міг би виграти стільки титулів за такий короткий проміжок часу, як це зробив Шаббір Алі.
Це почалося в 1998 році, коли під його керівництвом «Салгаокар» виграв Професійну лігу Гоа, а потім виграв Суперкубок Індії, переміг чемпіона Національної ліги «Мохун Баган». Надалі «Салгаокар» виграв титул Національної ліги, єдиний раз, коли команда з Гоа виграла вище вказаний турнір. Потім Шаббір Алі очолив команду в Бомбей, з якою виграв Кубок Роверс. Після цього команда прилетіла до Делі, де виграла Кубок Дюранда, перемігши «Мохун Баган» та «Іст Бенгал», а потім знову переграла «Мохун Баган» у Суперкубку. Жодна інша команда в Індії не досягла такого успіху в індійському футболі за останні роки.
У 2004 році очолював «Черчілл Бразерс». У 2008 році його знову призначили головним тренером «Мохаммедана». У сезоні 2011/12 років очолював команду Футбольної ліги Колкати «Саутерн Саміті».
2 вересня 2022 року його одноголосно призначили головою консультативного комітету Всеіндійської федерації футболу. Він також входить до ради відомих гравців АІФФ.

## Футбольна академія
У лютому 2021 року у Гайдарабаді відкрив футбольну академію під назвою Футбольна академія Шаббіра Алі, яка почала працювати з 1 березня. Академія також пов'язана з Футбольною асоціацією Телангани.

## Особисте життя
Окрім футболу, призначений і працював Scale-I офіцером Allahabad Bank. У вересні 2013 року переніс обширний серцевий напад й одужав.

## Досягнення

### Як гравця
збірна Індії
- Кубок Песта Сукан
  -  Володар (1): 1971[32]

- Кубок АНФА
  -  Фіналіст (1): 1983[33]

- Кубок Дня незалежності Республіки Афганістан
  -  Бронзовий призер (1): 1976[34]

- Кубок Короля Таїланду
  -  Бронзовий призер (1): 1977[35]

молодіжна збірна Індії
- Юнацький (U-19) кубок Азії з футболу
  -  Чемпіон (1): 1974[36]

«Мохаммедан Спортінг»
- Футбольна ліга Колкати
  -  Чемпіон (1): 1981

- Кубок Федерації (Індія)
  -  Володар (1): 1983/84

- Кубок Роверс
  -  Володар (2): 1980, 1984

- Футбольний турнір Саіта Наджи
  -  Володар (1): 1984

- DCM Trophy
  -  Володар (1): 1980

- Золотий кубок Сіккім
  -  Володар (1): 1980

- Кубок Дюранда
  -  Фіналіст (1): 1980

- Щит ІФА
  -  Фіналіст (1): 1982

Індивідуальні
- Найкращий бомбардир юнацького кубку Азії: 1974[37]
- Найкращий бомбардир Футбольної ліги Колкати: 1983[38]

### Як тренера
«Мохаммедан Спортінг»
- Кубок Федерації (Індія)
  -  Володар (1): 1984/85
  -  Фіналіст (1): 1989/90

- Кубок Стаффорда
  -  Володар (1): 1991

- Кубок Роверс
  -  Володар (1): 1987
  -  Фіналіст (1): 1991

- Футбольний турнір Саіта Наджи
  -  Володар (2): 1991, 1992

- Bordoloi Trophy
  -  Володар (3): 1985, 1986, 1991

- Золотий кубок All Airlines
  -  Володар (1): 1986
  -  Фіналіст (4): 1987, 1988, 1989, 1990

- Кубок Дня незалежності
  -  Володар (1): 1988

- Золотий кубок губернатора Сіккіма
  -  Фіналіст (4): 1986, 1987, 1989, 1991

- Кубок Калінга
  -  Володар (1): 1991

- Vizag Trophy
  -  Володар (1): 1986

«Салгаокар»
- Національна футбольна ліга Індії
  -  Чемпіон (1): 1998/99

## Нагороди
- Нагорода Даян Чанда[39][40], присвоєну за роботу в «Салгаокарі» у період між 1997 і 1999 роком[2][41].
- Титул Банга Бхушан у 2014 році від уряду Західної Бенгалії[42]